# Kósztasz Xanthúlisz
Kósztasz Xanthúlisz (Κώστας Ξανθούλης; Famagusta) ciprusi nemzetközi labdarúgó-játékvezető.

## Pályafutása
A Ciprusi labdarúgó-szövetség Játékvezető Bizottsága (JB) 1965-ben terjesztette fel nemzetközi játékvezetőnek, a Nemzetközi Labdarúgó-szövetség (FIFA) bíróinak keretébe. Több nemzetek közötti válogatott- és klubmérkőzést vezetett. A ciprusi nemzetközi játékvezetők rangsorában, a világbajnokság-Európa-bajnokság sorrendjében többedmagával a 4. helyet foglalja el 2 találkozó szolgálatával. Az aktív nemzetközi játékvezetéstől 1976-ban vonult vissza.

## Statisztika

### Nemzetközi válogatott mérkőzései
| #  | Dátum                | Helyszín                    | Hazai       | Eredmény | Vendég      | Kiírás       | Gólok | Esemény |
| -- | -------------------- | --------------------------- | ----------- | -------- | ----------- | ------------ | ----- | ------- |
| 1. | 1967. május 14.      | Tirana, Qemal Stafa Stadion | Albánia     | 0 – 2    | Jugoszlávia | Eb-selejtező | -     |         |
| 2. | 1973. január 28.     | Líszi, Líszi Stadion        | Ciprus      | 0 – 3    | Bulgária    | barátságos   | -     |         |
| 3. | 1975. szeptember 27. | Róma, Olimpiai Stadion      | Olaszország | 0 – 0    | Finnország  | Eb-selejtező | -     |         |
|    | Összesen             |                             |             | 3        | mérkőzés    |              |       |         |